# Јоаникије Јерусалимски
Јоаникије Јерусалимски је био патријарх Јерусалима и све Палестине између 1048 (или 1036) и 1059
.
Његово име се појављује само у грчким патријаршијским хронологијама. Пре избора, помогао је свом претходнику Нићифору I  у обнови храма Светог Гроба .
Године 1042. византијски цар Константин VIII је обновио светилиште и по свему судећи, од тог времена па надаље, Јерусалим су почели да посећују многи ходочасници уз  подршку западних сила Знамо да је добио донацију од Руеркуеа да подржи обнову цркве Гроба Господњег 1053. Следеће године десио се догађај који је драстично променио историју цркве - Велики раскол. Нажалост, нема сачуваних записа о томе како је јерусалимски патријарх реаговао на тај догађај.